# Rotenon

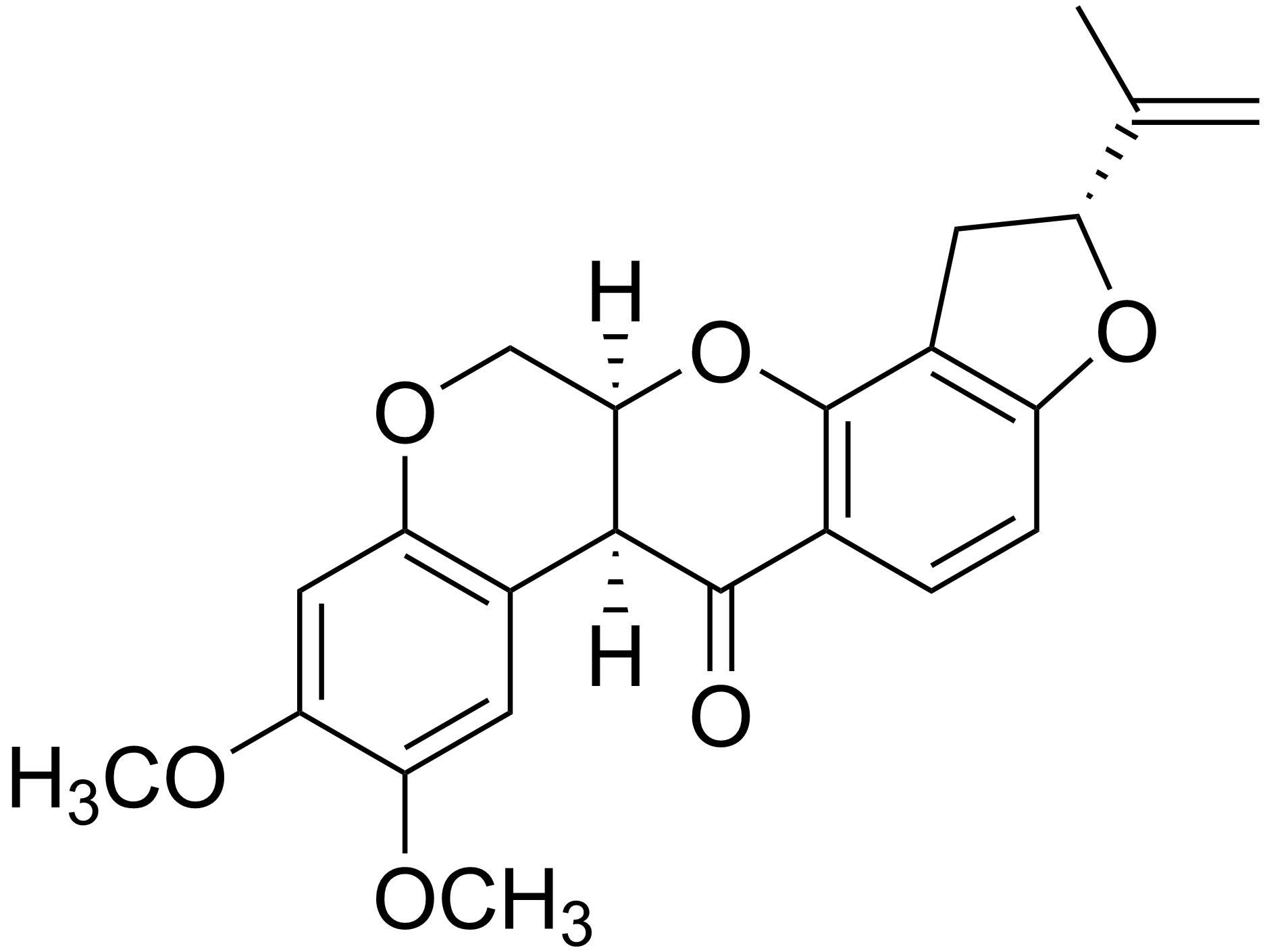
Strukturformel

Rotenon är ett ämne, extraherad från derrisrot, som bland annat används för att utrota fiskar i älvar och vattendrag, exempelvis för att underlätta för inplanterad fisk att få mer livsutrymme.   
Rotenon har tidigare använts som insekticid för att bekämpa skadeinsekter på boskap och jordbruksprodukter, samt för att bekämpa yttre parasiter på husdjur som hundar och katter. Idag används främst olika rotenonlösningar för att utrota laxparasiten Gyrodactylus salaris i Norge eller införda fiskarter i älvar, vattendrag och sjöar i Norden och Nordamerika.
Rotenon framställs från rötterna från tropiska ärtväxter i familjen Leguminosae. Ett rotenoninnehållande extrakt utvinns från dessa växtrötter (derrisrot). Detta extrakt är dåligt lösligt i vatten och speciella kemikalier måste därför tillsättas för att få god blandningsförmåga i vatten för användning i floder och vattendrag. Rotenonlösningen som används idag heter CFT-Legumin och innehåller 3,3 % rotenon

## Historik
Emmanuel Geoffroy var den som först lyckades isolera rotenon från Robinia nicou, numera kallat Lonchocarpus nicou (en art inom Lonchocarpus, ett släkte av ärtväxter), under en resa i Franska Guyana. Han beskrev detta i en avhandling som publicerades postumt 1895, efter hans död i en parasitsjukdom. 1902 isolerade den japanske kemisten Nagai Nagayoshi ett ämne från växten Derris elliptica, vilket han kallade rotenone, efter växtens japanska namn, rohten. Forskare kunde därefter på 1930-talet konstatera att den substans som Geoffroy beskrev som nicouline var identisk med ämnet rotenone.

## Formulering CFT-L (3,3% rotenon)
| Innehållsförteckning CFT-Legumin | Innehållsförteckning CFT-Legumin | Innehållsförteckning CFT-Legumin |
| Kemisk                           | Typ                              | Innehåll (%)                     |
| -------------------------------- | -------------------------------- | -------------------------------- |
| Dietylenglykolmonoetyleter       | Lösningsmedel                    | 60                               |
| Fennedefo 99 (hög fettsyraester) | Emulgator                        | 20                               |
| Cyklisk trimetylolpropanformal   | Emulgator                        | 10                               |
| Inert                            |                                  | 4.7                              |
| Rotenon                          | Aktiv ingrediens                 | 3.3                              |
| Kalciumalkylbensensulfonat       | Emulgator                        | 2                                |

Tillverkare av CFT-Legumin: Kemira Chemicals Oyj, Finland, på uppdrag av Veterinary Medical Mission Center, VESO .
- Inert betecknar andra växtämnen som åtföljer extraktet från derrisrötter .
- Dietylenglykolmonoetyleter' (DEGEE) är ett lätt biologiskt nedbrytbart, icke-bioackumulerande lösningsmedel som inte är giftigt eller skadligt för hälsan. Det används därför bland annat i kosmetika, inom veterinärmedicin för livsmedelsproducerande djur och rengöringsmedel. DEGEE får inte förväxlas med etylenglykol eller dietylenglykolmonometyleter, som är hälsoskadliga ämnen.
- Cyklisk trimetylolpropanformal (CTF) eller 5-etyl-1,3-dioxan-5 metanol: CTF är ett lätt biologiskt nedbrytbart och icke-bioackumulerande lösningsmedel, det är inte giftigt, men är irriterande för ögonen.
- Ester av tallfettsyra är en biprodukt från massatillverkning, som ofta används i tvål. Är ett emulgeringsmedel som gör att CFT-L fördelar sig bättre i vattnet. Ämnet bryts ned genom hydrolys i vatten. I koncentrerad form kan ämnet vara irriterande för hud och ögon.
- Kalciumalkylbensensulfonat är ett emulgeringsmedel som gör att CFT-L fördelar sig bättre i vattnet. Ämnet används i tvätt- och rengöringsprodukter och introducerades på världsmarknaden 1964 på grund av deras snabba nedbrytning i en aerob miljö. Halveringstiden i vatten varierar från timmar till 3 dagar i vatten. I koncentrerad form är ämnet irriterande för hud och ögon.

### Nedbrytning av CFT-legumin
Gemensamt för alla ämnen i CFT-Legumin är att de bryts ner till CO2 och vatten. Rotenon och tillsatserna bryts ner snabbt i naturen när de utsätts för solljus, luft och organiskt material. Dessutom bryts rotenon snabbt ned av biologiska processer. Den snabba nedbrytningshastigheten gör att rotenon eller tillsatserna inte koncentreras i näringskedjorna, vilket är fallet för många allvarliga miljögifter som tungmetaller. CFT-Legumin i koncentrerad form är märkt som farligt vid förtäring, giftigt vid inandning och irriterande för ögon, luftvägar och hud. Ämnet kan orsaka allergier vid hudkontakt. För att säkerställa att de som hanterar CFT-Legumin gör det på ett säkert sätt riskbedöms arbetet och en säkerhetsplan upprättas för arbetet. Alla som deltar i en behandling med CFT-Legumin får därför lämplig skyddsutrustning och utbildning i dess användning innan behandlingen startar. När CFT-Legumin doseras i vattendraget och späds ut till en behandlingskoncentration utgör det ingen hälsorisk varken för utövare eller allmänheten.

## Rotenon för användning mot laxparasitenGyrodactylus salarisoch främmande arter

### Användningsomfång
Rotenon används för att avlägsna allvarliga parasiter och sjukdomar, såsom laxparasiten Gyrodactylus salaris. Rotenon används också i situationer där den naturliga biologiska mångfalden hotas av främmande fiskarter som har spridits utanför sitt ursprungliga utbredningsområde genom mänsklig hjälp. Kort sagt kan effekten av främmande arter vara dramatisk, där man i värsta fall upplever utrotning av lokala inhemska arter. Detta kan hända som ett resultat av direkt konkurrens, genetisk interferens/hybridisering, predation eller sekundära effekter som införandet av en parasit/sjukdom eller försämring av vattenkvaliteten genom en trofisk kaskad.
För varje enskilt fall bedöms de biologiska konsekvenserna av nyintroduktionen, och artens potential att spridas till nya vatten och vattendrag. Fisk är en av de mest känsliga organismerna för rotenon. Det är därför möjligt att använda koncentrationer som utrotar fisken samtidigt som mycket av den kvarvarande faunan överlever. Koncentrationen som normalt används är cirka 1 liter CFT-Legumin (som innehåller 33 gram rotenon) per miljon liter vatten (1000 m3). För att bekämpa karp måste koncentrationen vara något högre.

### En segdragen myt om attallt livdödas
När det tillförs vattenmiljön bryts det ner inom kort tid, främst av solljus, luft och organiskt material (se 'nedbrytning i vatten). Rotenon är ett icke-selektivt gift, vilket innebär att det dödar både fisk och en andel bottenfauna med gälar, som är känsliga för koncentrationen av rotenon som används. Å andra sidan är det en ihärdig myt att rotenon "dödar allt liv", och som regel återkommer de flesta taxa (90-95% i floder) efter några månader till ett år efter behandling . De taxa som försvann efter behandling var i allmänhet också initialt sällsynta. I sådana fall är det svårt att skilja mellan en effekt av rotenon och detektionssannolikhet och/eller mellanåriga variationer. En minimal effekt på andra djur än fisk beror på a) att de flesta mindre djur som finns inom ett visst område av vattendraget har vilostadier i vatten som inte påverkas, b) vuxenstadier finns på land (som flygstadier hos insekter ), c) de finns uppströms behandlingslinjen, eller d) arten minskar endast i antal och ett fåtal individer återuppbygger populationen. Allt som inte har gälar, som t.ex. däggdjur och vuxna amfibier påverkas i allmänhet inte av rotenonkoncentrationer som används mot fisk. Sniglar och skalbaggar har också visat sig vara mycket toleranta taxa. Dessutom har till exempel arter som Flodpärlmussla ett beteende där den sluter sig, och tolererar därmed korta perioder av rotenon i systemet
En tillfällig indirekt effekt kommer att uppstå när fåglar och djur som livnär sig på fisk och bottendjur vandrar ut från området för att få mat. Dessa återkommer när fiskar och bottendjur återetableras i vattendraget. Kräftor kan överleva rotenonkoncentrationer som är många gånger högre än fiskar. Längden på exponeringstiden kommer också att spela roll. Kräftor som vistas i grunda zoner där rotenon bryts ned snabbast har goda chanser att överleva. Groddjur, med undantag för grodyngel som dör snabbt av rotenonexponering, har en tolerans någonstans mellan fisk och kräftor.

### Fysiologisk effekt av rotenon
Den toxiska effekten av rotenon beror på ämnets specifika effekt på cellerna. Rotenon blockerar elektrontransportsystemet i mitokondrierna, vilket gör att cellernas andning saktar ner. Rotenon är mycket giftigt för fisk eftersom gälarna snabbt och effektivt absorberar ämnet. Fåglar och däggdjur är resistenta mot rotenon både administrerat genom munnen och huden i de koncentrationer som används vid rotenonbehandlingar. För däggdjur och människor är det inandning av ämnet som är giftigt. Rotenon är ett kristallint ämne. Ångtrycket för rotenon är därför mycket lågt. Det kommer därför inte att avdunsta skadliga mängder rotenon, varken från behandlat vatten eller koncentrerad lösning under en behandling. Vid spolning med rotenonhaltigt vatten används en skyddsmask så att operatörer inte utsätts för aerosoler (spraydimma) av utspädd CFT-Legumin.

### Nedbrytning i vatten
När man utför rotenonbehandlingar för att ta bort G. salaris kommer allt rotenonhaltigt vatten att ledas med strömmen ut i havet. Det innebär att rotenon endast kommer att finnas i vattendraget under de timmar som reningen pågår. Rotenon bryts ner snabbt och ackumuleras inte i näringskedjan. Nedbrytningshastigheten är starkt beroende av temperatur, syre, ljusförhållanden och alkalinitet. Från stridsinsatser i USA har halveringstider på 1-3 dagar rapporterats. Detta motsvarar norska förhållanden på sommaren med höga vattentemperaturer. Vid behandlingar vid låga vattentemperaturer kommer nedbrytningen att ta längre tid. Behandlingen i den 16 meter djupa Vikerauntjønna i Trondheims kommun, Norge, den 25 september 2014 visade en halveringstid på 7 dagar. Allt rotenon hade brutits ner efter 3 och en halv månad. I djupa sjöar med temperaturskiktning med stora mängder kallt bottenvatten kommer nedbrytningen att ta längre tid. Med rotenonbehandling strax före isbildning kan rotenon hålla i flera månader. Man försöker därför genomföra rotenonbehandling vid den tid på året då temperaturen inte är särskilt låg. Erfarenheten visar att lösningsmedlen och emulgeringsmedlen bryts ner snabbare eller lika snabbt som rotenon. När rotenon är borta från vattendraget är även lösningsmedlen borta. Vid behandlingar med CFT-Legumin analyseras därför endast koncentrationen av rotenon i vattnet som ett mått på nedbrytningen av CFT-Legumin.

### Rotenonbehandling i praktiken
Rotenon tillsätts alla vattenförekomster där problemet (främmande arter) finns. Vid bekämpning av till exempel laxparasiten Gyrodactylus salaris ska rotenon tillföras alla vattenförekomster där lax kan vistas. Utmaningen är att säkerställa tillräckligt höga koncentrationer av rotenon även i de mest komplicerade områdena. En rotenonbehandling kombineras ofta med konstruktion av fiskbarriärer. En fiskbarriär gör det möjligt att dela upp området som ska behandlas och på så sätt förenkla behandlingen. Vid rotenonbehandling kommer rotenonlösning att tillsättas vattendraget under en relativt kort period (några timmar). Rotenonbehandling sker normalt sommar och höst. Effekten av rotenon är bäst och nedbrytningen snabbast vid höga vattentemperaturer. Vilken utrustning som används för att dosera rotenon beror på storleken på området som ska behandlas och om det är en sjö eller floder/bäckar. I sjöar används båtar med pumpar och slangar för att dosera rotenon, medan i floder och större vattendrag pumpas rotenonlösningen genom en perforerad slang som sträcks över vattendraget för att säkerställa en god fördelning i vattendragen. Dessutom spolas flodbankarna på båda sidor för att säkerställa en god rening i övergångszonen mellan vatten och land. I mindre vattendrag används droppstationer som ger en konstant tillsats av rotenon.

## Effekter på människor
Tiotals miljoner kronor har spenderats på forskning och testning av rotenon både i laboratorier och i naturen. Ett antal tester har genomförts på både kortsiktiga och långsiktiga effekter. Rotenon är inte cancerframkallande, bioackumuleras inte, leder inte till genetiska förändringar, orsakar inte fosterskador och påverkar inte förmågan att reproducera.[källa behövs] Som en extra säkerhetsåtgärd kommer allmänheten att hållas borta från själva behandlingen, och besättningen som utför behandlingen kommer att använda säkerhetsutrustning för att minimera direktkontakt med koncentrerad rotenonlösning (CFT-Legumin). 

### Säkerhetsgräns för skadliga koncentrationer
Gränsvärden för rotenon i dricksvatten eller säkerhetsgränser för bad i vatten som behandlats med rotenon har inte upprättats i Sverige. Koncentrationen av rotenon i ett vattendrag under en rening är dock så låg att den inte utgör någon känd hälsorisk för människor. En förutsättning för rening av vattendrag är att hänsyn till dricksvattentäkter ska tas tillvara. Det innebär att vattenprover tas i alla brunnar eller andra vattenförekomster som kan användas för dricksvatten under en eventuell reningssituation. Dessa säkerhetsåtgärder är baserade på försiktighetsprincipen, i verkligheten måste en person dricka 87 000 liter rotenonbehandlat vatten innan en dödlig dos inträffar . Dessutom filtreras rotenonen ofta ut genom jordmassor, så i det enda fallet där rotenon har påvisats i dricksvatten, från grundvatten, är det i ett fall där vattnet endast passerat genom en mark med mycket grova glaciärmassor .
Att bada i rotenonbehandlat vatten är inte förenat med någon hälsorisk för människor, men utifrån rent praktiska överväganden rekommenderas fortfarande inte bad under pågående behandling. Likaså får fisk som har dött på grund av rotenonbehandling inte användas som livsmedel eller djurfoder. Död fisk samlas in och omhändertas som animaliska biprodukter, kategori 2. Rotenonrester i fiskkroppar bryts snabbt ned genom fysiska och biologiska reaktioner. Djur och fåglar som äter fiskkadaver kommer därför inte att påverkas.

### Parkinsons sjukdom och rotenon
År 2000 publicerades en artikel som indikerade att rotenon kunde ge egenskaper hos Parkinsons sjukdom hos råttor. I detta experiment injicerades höga koncentrationer av rotenon direkt i hjärnans huvudartär under en period av 5 veckor. Rotenon blandades också med två kemiska ämnen (dimetylsulfoxid och polyetylenglykol) som gör det lättare för rotenon att tränga in i cellmembranet. Några av råttorna utvecklade lesioner som är karakteristiska för Parkinsons sjukdom .  Detta försök kan inte användas som modell för användning av rotenon för fiskeändamål. Injektion av någon kemikalie direkt i levande vävnad kan få allvarliga konsekvenser. Rotenon är ett mycket instabilt ämne i naturen, och bryts ner snabbt (halveringstid på några dagar). Om däggdjur och fåglar får i sig rotenon genom att dricka behandlat vatten kommer ämnet att neutraliseras genom enzymaktivitet i tarmen och utsöndras i lever och njurar .  Tester har även utförts på råttor med oralt intag av rotenon. Råttor matades med höga halter av rotenon under en period av två år utan att några skador registrerades. 
I en studie från 2011 jämfördes  personer som under lång tid hanterat bekämpningsmedel innehållande rotenon med en kontrollgrupp.  Studien visade en betydande överrepresentation (OR=2.5; 95% CI) av Parkinsons sjukdom bland dem som hanterat rotenon. Detta var en metastudie av studier som tittade på en grupp människor som hade använt rotenon som bekämpningsmedel för jordbruket, och därmed exponerats för rotenon som aerosoler i flyktig form. Dessa effekter kan förebyggas genom att använda en gasmask och filter.

## Effekter på grundvatten, annan miljö och rovdjur
För att bekämpa G. salaris, endast sträckan anadrom (så långt upp laxen kan färdas) av vattendraget behandlas. Rotenon transporteras över tid av floden till havet, där utspädning och nedbrytning gör att effekten upphör. För att bekämpa främmande fiskarter i inlandet är det möjligt att avtote rotenon för att förhindra fiskdöd nedströms behandlingsområdet, till följd av att rotenonhaltigt vatten förs med vattendrag nerför vattendrag.
Rotenon har liten förmåga att penetrera substratet och ner till grundvattnet eftersom ämnet binder starkt till organiska partiklar i bottensubstratet. Flera undersökningar av grundvatten i samband med rotenonrening visar att rotenon inte förorenar grundvattnet.
Fåglar och andra rovdjur som äter död fisk har naturliga enzymer i matsmältningssystemet som neutraliserar rotenon i de koncentrationer som används vid rotenonbehandlingar. De kommer därför inte att påverkas av att dricka rotenonhaltigt vatten eller äta död fisk. Rotenon ackumuleras inte i fiskkött, rester av rotenon bryts ner snabbt i miljön och rotenon kommer inte att absorberas genom tarmarna hos fåglar och djur som äter fisk eller dricker vatten som innehåller rotenon .